# Alberte Aveline
Pour les articles homonymes, voir Aveline.
Alberte Aveline est une comédienne française, ex-sociétaire de la Comédie-Française née en septembre 1939 dans le département de Constantine et morte le 21 décembre 2018 dans le 13e arrondissement de Paris.

## Biographie
Elle fait ses études au Conservatoire national supérieur d'art dramatique de Paris, où elle obtient un 1er prix de comédie moderne et un 2e prix de comédie classique. Elle entre comme pensionnaire à la Comédie-Française en 1966 dont elle devient la 480e sociétaire en 1989. Elle fait valoir ses droits à la retraite en 2003 et se consacre à l'enseignement.
Elle est mariée au comédien René Arrieu de 1967 à 1978.

## Filmographie

### Cinéma
- Les Canailles (1960) de Maurice Labro

### Télévision
- 1972 : Schulmeister, espion de l'empereur, épisode Les Lys blancs : Mme d'Aran
- 1973 : Antigone : Ismène - Spectacle filmé de la Comédie-Française
- 1976 : Au théâtre ce soir : L'Héritière de Ruth Goetz et Augustus Goetz, mise en scène René Clermont, réalisation Pierre Sabbagh, théâtre Édouard VII : Catherine
- 1977 : Au théâtre ce soir : Caterina de Félicien Marceau, mise en scène René Clermont, réalisation Pierre Sabbagh, Théâtre Marigny : Caterina
- 1978 : Au théâtre ce soir : Ce soir à Samarcande de Jacques Deval, mise en scène Raymond Gérôme, réalisation Pierre Sabbagh, Théâtre Marigny : Néricia
- L'Œuf de Félicien Marceau (1980) : Hortense Bertoullet - Spectacle filmé de la Comédie-Française
- La Mémoire des siècles (1981) : La comtesse Rostopchine
- 1981 : Au théâtre ce soir : Et l'enfer Isabelle ? de Jacques Deval, mise en scène Raymond Gérôme, réalisation Pierre Sabbagh, Théâtre Marigny : Isabelle
- 2000 : Le Misanthrope de Molière, réalisation de Francis Girod : Arsinoé - Spectacle filmé de la Comédie-Française

## Théâtre
- 1963 : Marie Stuart de Friedrich von Schiller, mise en scène Raymond Hermantier, création au mai musical de Bordeaux, puis reprise à la Comédie-Française
- 1966 : Pulchérie de Corneille, mise en scène Serge Bouillon, Festival de Barentin
- 1966 : Phèdre de Racine, mise en scène Jean Darnel, Théâtre de la Nature Saint-Jean-de-Luz
- 1966 : La guerre de Troie n'aura pas lieu de Jean Giraudoux, mise en scène Jean Darnel, Théâtre de la Nature Saint-Jean-de-Luz
- 1968 : Le Joueur de Jean-François Regnard, mise en scène Jean Piat, Comédie-Française
- 1969 : Le Pain dur de Paul Claudel, mise en scène Jean-Marie Serreau
- 1970 : Le Songe d'August Strindberg, mise en scène Raymond Rouleau, Comédie-Française
- 1971 : L'Impromptu de Versailles de Molière, mise en scène Pierre Dux, Comédie-Française
- 1971 : Becket ou l'Honneur de Dieu de Jean Anouilh, mise en scène de l'auteur et Roland Piétri, Comédie-Française
- 1972 : Le Système Ribadier de Georges Feydeau, mise en scène Alain Feydeau, Comédie-Française
- 1972 : Antigone de Bertolt Brecht, mise en scène Jean-Pierre Miquel, Comédie-Française au Théâtre de l'Odéon
- 1973 : L'Impromptu de Versailles de Molière, mise en scène Pierre Dux, Comédie-Française
- 1973 : Les Femmes savantes de Molière, mise en scène Jean Piat, Comédie-Française
- 1973 : Port-Royal de Henry de Montherlant, mise en scène Jean Meyer, Comédie-Française
- 1973 : Athalie de Racine, mise en scène Maurice Escande, Comédie-Française
- 1974 : Andromaque Actes I & II de Racine, mise en scène Jean-Paul Roussillon, Comédie-Française au Petit Odéon
- 1974 : Polyeucte de Corneille, mise en scène Michel Bernardy, Comédie-Française au Théâtre des Champs-Élysées
- 1974 : L'Impromptu de Marigny de Jean Poiret, mise en scène Jacques Charon, Théâtre Marigny
- 1974 : L'Idiot de Gabriel Arout d'après Dostoïevski, mise en scène Michel Vitold : Varia Ivolguine
- 1974 : Hernani de Victor Hugo, mise en scène Robert Hossein
- 1974 : Iphigénie en Aulide de Racine, mise en scène Jacques Destoop, Comédie-Française
- 1975 : L'Île de la raison de Marivaux, mise en scène Jean-Louis Thamin, Comédie-Française au Théâtre Marigny
- 1975 : L'Idiot de Fiodor Dostoïevski, mise en scène Michel Vitold, Comédie-Française au Théâtre Marigny
- 1976 : Iphigénie en Aulide de Racine, mise en scène Jacques Destoop, Comédie-Française
- 1977 : Le Malade imaginaire de Molière, mise en scène Jean-Laurent Cochet, Comédie-Française
- 1978 : La Puce à l'oreille de Georges Feydeau, mise en scène Jean-Laurent Cochet : Lucienne Homenidès de Histangua
- 1979 : L'Œuf de Félicien Marceau, mise en scène Jacques Rosny : Hortense Bertoullet
- 1981 : Victor ou les Enfants au pouvoir de Roger Vitrac, mise en scène Jean Bouchaud
- 1983 : Victor ou les Enfants au pouvoir de Roger Vitrac, mise en scène Jean Bouchaud, Comédie-Française au Théâtre de l'Odéon
- 1985 : Les Cenci d'Antonin Artaud, mise en scène Jacques Baillon, Comédie-Française au Théâtre de l'Odéon : Lucretia
- 1985 : La Tragédie de Macbeth de William Shakespeare, mise en scène Jean-Pierre Vincent, Comédie-Française au Festival d'Avignon
- 1985 : Le Balcon de Jean Genet, mise en scène Georges Lavaudant, Comédie-Française
- 1987 : Dialogue des Carmélites de Georges Bernanos d'après Gertrud von Le Fort, Raymond Léopold Bruckberger, Philippe Agostini, mise en scène Gildas Bourdet, Comédie-Française : à l'Opéra de Lille, au Théâtre de la Porte-Saint-Martin
- 1989 : Britannicus de Racine, mise en scène Jean-Luc Boutté, Comédie-Française
- 1989 : Lorenzaccio d'Alfred de Musset, mise en scène Georges Lavaudant, Comédie-Française
- 1990 : Aïda vaincue de René Kalisky, mise en scène Patrice Kerbrat, Théâtre national de la Colline (production de la Comédie-Française)
- 1991 : On purge bébé de Georges Feydeau, mise en scène Jean-Christophe Averty, Théâtre des Bouffes du Nord (production de la Comédie-Française)
- 1991 : La Nuit de l'iguane de Tennessee Williams, mise en scène Brigitte Jaques, Comédie-Française au Théâtre des Quartiers d'Ivry
- 1992 : La Nuit de l'iguane de Tennessee Williams, mise en scène Brigitte Jaques, Théâtre des Célestins, tournée
- 1993 : Antigone de Sophocle, mise en scène Otomar Krejča, Comédie-Française Salle Richelieu
- 1993 : Le Faiseur d'Honoré de Balzac, mise en scène Jean-Paul Roussillon, Comédie-Française Salle Richelieu
- 1993 : Les Amants puérils de Fernand Crommelynck, mise en scène Muriel Mayette, Théâtre du Vieux-Colombier
- 1994 : Naïves Hirondelles de Roland Dubillard, mise en scène Pierre Vial, Théâtre du Vieux-Colombier
- 1995 : Occupe-toi d'Amélie de Georges Feydeau, mise en scène Roger Planchon, Comédie-Française Salle Richelieu
- 1995 : Phèdre de Racine, mise en scène Anne Delbée, Comédie-Française
- 1998 : Le Ping-pong d'Arthur Adamov, mise en scène Gilles Chavassieux, Théâtre du Vieux-Colombier
- 1998 : Les Femmes savantes de Molière, mise en scène Simon Eine, Comédie-Française : Philaminte
- 1998 : Le Glossaire de Max Rouquette, mise en scène Vincent Boussard, Studio-Théâtre de la Comédie-Française
- 1999 : Faust de Johann Wolfgang von Goethe, mise en scène Alexander Lang
- 1999 : Le Revizor de Nicolas Gogol, mise en scène Jean-Louis Benoît, Comédie-Française
- 2000 : Cinna ou la Clémence d'Auguste de Corneille, mise en scène Simon Eine, Comédie-Française : Livie
- 2000 : Le Misanthrope de Molière, mise en scène de Jean-Pierre Miquel, Théâtre du Vieux-Colombier : Arsinoé